# Solo Razafinarivo
Solo Razafinarivo (ur. 5 stycznia 1938 w Antsirabe) – madagaskarski kolarz szosowy.
Brał udział w igrzyskach olimpijskich w 1968 (Meksyk). Startował tylko w wyścigu indywidualnym ze startu wspólnego, którego jednak nie ukończył. Był najstarszym Madagaskarczykiem na tych igrzyskach (miał wówczas ukończone niecałe 31 lat). Był pierwszym i jak dotąd (2013) jedynym  madagaskarskim kolarzem na igrzyskach olimpijskich. W czasie trwania igrzysk miał około 179 cm wzrostu.